# Игумин, Сергей Викторович
Серге́й Ви́кторович Игу́мин (9 мая 1958, Москва[уточнить]) — советский футболист, защитник. Чемпион мира среди молодёжи (1977). 

## Клубная карьера
Воспитанник СДЮШОР ЦСКА.
Начал свою карьеру в московском ЦСКА, первый матч в Высшей лиге сыграл 2 апреля 1977 года против «Кайрата». Всего в советской высшей лиге Игумин сыграл 7 матчей, также на его счету 1 матч за ЦСКА в Кубке СССР.
После ухода из ЦСКА Сергей Игумин выступал за калининскую «Волгу», хабаровский СКА, московскую «Красную Пресню», воронежский «Факел». Последним клубом Игумина был тульский «Арсенал», в котором с июля 1989 года и до конца сезона он исполнял обязанности главного тренера.

## Международная карьера
В 1977 году Сергей Игумин был в составе молодёжной сборной СССР в финальном турнире чемпионата мира среди молодёжи и стал его победителем. На этом турнире он не сыграл ни одного матча.